# Afrikaanse mesvis
De Afrikaanse mesvis of Afrikaanse zwarte mesvis  (Xenomystus nigri) is een  straalvinnige vissensoort uit de familie van mesvissen (Notopteridae). De wetenschappelijke naam van de soort is voor het eerst geldig gepubliceerd in 1868 door Albert Carl Lewis Gotthilf Günther.

## Kenmerken
De vis wordt in het wild tot dertig centimeter, maar in gevangeschap wordt deze zelden langer dan twintig tot vijfentwintig centimeter.

## Leefwijze
De vissen zwemmen wanneer ze jong zijn in scholen, maar naarmate ze ouder worden, zijn het solitaire vissen. Oudere vissen zijn onverdraagzaam onder elkaar.

## Verspreiding en leefgebied
De vis komt voor in de rivierbasins in het kustgebied van Sierra Leone, Liberia, Togo, Benin en Kameroen. Wordt tevens aangetroffen in de Tsjaad, de Nijl, de Niger (de delta's van de Benue en Niger), de Ogôoué en het stroomgebied van de Congo.

## Status
De soort staat op de Rode Lijst van de IUCN als niet bedreigd, beoordelingsjaar 2009.